# Orthocladius annellae
Orthocladius annellae är en tvåvingeart som beskrevs av Ole Anton Saether 2005. Orthocladius annellae ingår i släktet Orthocladius och familjen fjädermyggor. Inga underarter finns listade i Catalogue of Life.